# Hortensia Bussi

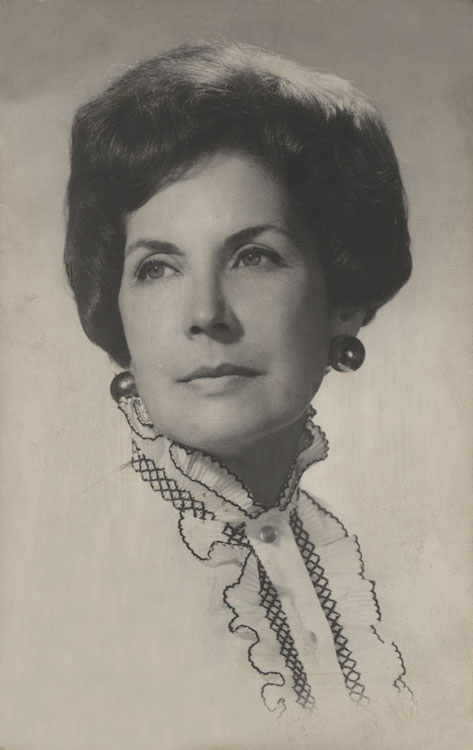
Bussi (1970)

Mercedes Hortensia Bussi Soto (* 22. Juli 1914 in Rancagua; † 18. Juni 2009 in Santiago de Chile), auch bekannt als „La Tencha“, war eine chilenische Lehrerin, Bibliothekarin und Aktivistin. 1940 heiratete sie Salvador Allende, der später von 1970 bis zum Militärputsch 1973 Präsident von Chile war. Während dieser Zeit bekleidete Bussi das Amt der Primera Dama de Chile.

## Frühes Leben
Bussi wurde in der chilenischen Stadt Rancagua geboren. Sie entstammt einer wohlhabenden Familie, ihr Vater arbeitete als Schiffsoffizier bei der chilenischen Handelsflotte. Ihre Mutter starb bereits, als Hortensia drei Jahre alt war. Sie wuchs in der Hafenstadt Valparaíso auf und besuchte dort die Schule, ehe sie nach ihrem Schulabschluss die Universidad de Chile in der Hauptstadt Santiago zu besuchen begann. Dort studierte sie Geschichte und Geografie und erhielt einen Abschluss mit Lehrbefähigung von der Universität. Allerdings begann sie zunächst als Bibliothekarin in der Bibliothek des Nationalen Statistischen Büros zu arbeiten.
1939 lernte Bussi im Nachgang zum schweren Erdbeben von Chillán den Arzt Salvador Allende kennen, der zu diesem Zeitpunkt Mitglied des chilenischen Abgeordnetenhauses war. Beide setzten sich zu dieser Zeit für die vielen durch das Erdbeben obdachlos gewordenen Chilenen ein. Am 17. März 1940 heirateten Hortensia Bussi und Salvador Allende, der zu diesem Zeitpunkt bereits zum Gesundheitsminister unter Präsident Pedro Aguirre Cerda ernannt worden war. Mit ihm hatte sie drei Töchter: Carmen Paz, Beatriz und Isabel, die später selbst als Politikerin aktiv wurde. In den folgenden Jahren begleitete sie ihren Ehemann bei dessen erfolglosen Präsidentschaftskandidaturen 1958 und 1964, blieb aber eher im Hintergrund aktiv.

## Primera Dama de Chile

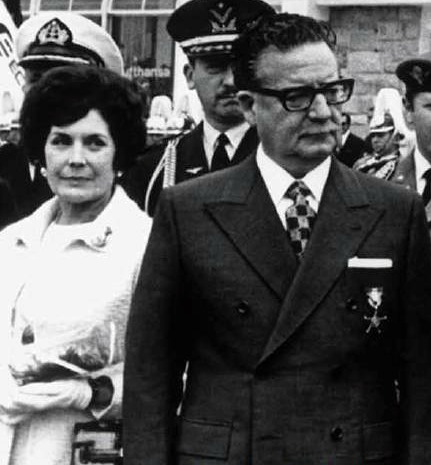
Bussi mit ihrem Ehemann Salvador Allende (1971)

Nachdem Salvador Allende bei der Präsidentschaftswahl in Chile 1970 die meisten Stimmen erhalten hatte und somit zum Präsidenten Chiles gewählt worden war, übernahm Bussi die Rolle als Primera Dama de Chile. In dieser Funktion stand sie mehreren Verbänden und Programmen, vor allem zur Unterstützung von Familien, Frauen und Kindern, vor. Außerdem begleitete sie ihren Mann bei Reisen im In- und Ausland. 1973 kam es in Chile zum Militärputsch unter der Führung von Augusto Pinochet, bei dem sich Salvador Allende das Leben nahm. Bussi befand sich zur Zeit des Putschs in der offiziellen Residenz Allendes im Stadtteil Las Condes. Sie überlebte einen Bombenangriff auf das Haus und suchte zunächst bei einem Freund der Familie Zuflucht. Am nächsten Tag wurde sie nach Valparaíso geflogen, um dort an einem geheimen Begräbnis ihres Mannes teilnehmen zu können. Allerdings war der Sarg bereits versiegelt, sodass sie ihren Mann nicht noch einmal sehen konnte.

## Spätere Jahre
Wenige Tage später floh sie mit ihren Töchtern Carmen Paz und Isabel nach Mexiko, wo sie von der Regierung des Präsidenten Luis Echeverría Asyl erhielten. Dort wurde sie schnell zu einer lauten Kritikerin am chilenischen Diktator Pinochet. Außerdem setzte sie sich für Menschenrechte ein. In den folgenden Jahren bereiste sie viele Staaten der Welt, um dort für ihr Anliegen zu werben. Am 24. September 1988 kehrte sie schließlich nach 15 Jahren im Exil nach Chile zurück. Weniger als einen Monat später stimmte das chilenische Volk im Plebiszit von 1988 gegen Augusto Pinochet und für eine Rückkehr zur Demokratie. Bussi übernahm die Präsidentschaft der Fundación Salvador Allende. In den folgenden Jahren zog sie sich allerdings weitgehend aus dem öffentlichen Leben zurück und lebte in ihrem Haus in Santiago. Dort starb sie am 18. Juni 2009. Zwei Tage später wurde sie auf dem Cementerio General de Santiago begraben.